# لة فراخ موشمي (زيلايي)
لة فراخ موشمي (بالفارسية: له فراخ موشمی) هي قرية تقع في إيران في قسم زیلایی الريفي. يقدر عدد سكانها بـ 344 نسمة بحسب إحصاء 2016.